# Муасаніт
Муасаніт — мінерал, карбід кремнію координаційної будови — SiC.

## Загальний опис
Містить (%): Si — 70,03; C — 29,97.
Сингонія гексагональна.
Дигексагонально-пірамідальний вид.
Кристали таблитчасті.
Густина 3,1-3,2.
Твердість 9,5.
Колір зелений, чорний, синюватий.
Злам раковистий.
Блиск металічний.

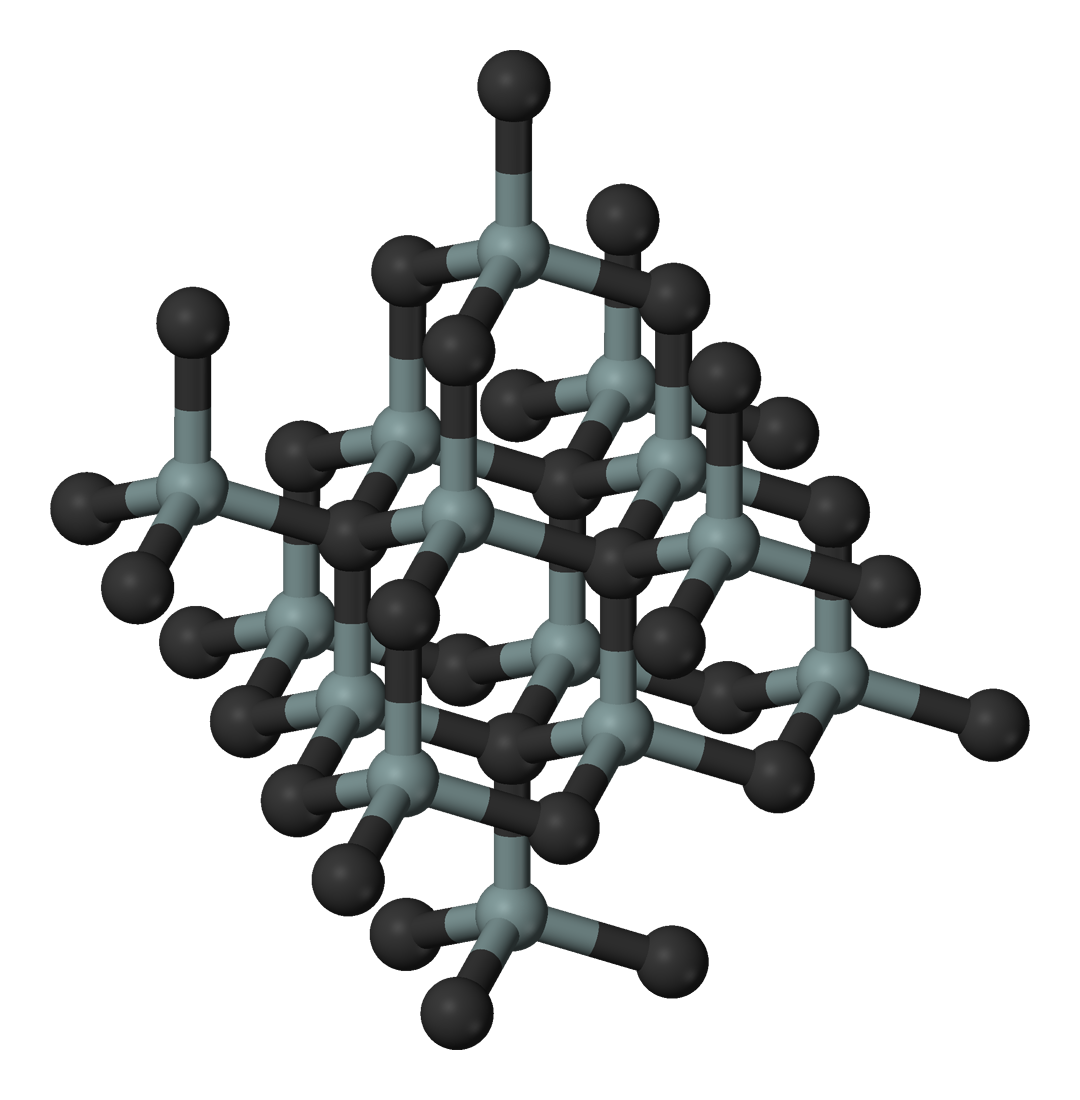
Кристалічна структура мінералу

Має дуже сильне заломлення та високу дисперсію.
Знайдений у вигляді дрібних гексагональних пластинок у залізному метеориті Canyon Diablo в штаті Аризона (США) разом з дрібними алмазами, а також в осадових породах, в тому числі в Україні, Росії (Сибір), Чехії.
Дуже рідкісний.
Названий на честь французького геолога Муассана (G.F.Kunz, 1905).